# LXXVI Corpo Panzer (Alemanha)
O LXXVI Corpo Panzer (em alemão LXXVI Panzerkorps) foi um Corpo de Campo da Alemanha durante a Segunda Guerra Mundial, formado a partir do LXXVI Corpo de Exército em Julho de 1943 e logo depois de sua criação lutou na Sicília, Salerno, Cassino e Foggia. Combateu na área de Anzio de Fevereiro até Junho de 1944 antes de recuar para Florence e Bologna onde permaneceu até o final da guerra.

## Comandantes
| Comandante                                          | Data                                            |
| --------------------------------------------------- | ----------------------------------------------- |
| General der Panzertruppen Traugott Herr             | (17 de Julho de 1943 - 28 de Fevereiro de 1944) |
| General der Infanterie Dietrich von Choltitz        | (28 de Fevereiro de 1944 - 15 de Abril de 1944) |
| General der Panzertruppen Traugott Herr             | (15 de Abril de 1944 - 26 de Dezembro de 1944)  |
| General der Panzertruppen Gerhard Graf von Schwerin | (26 de Dezembro de 1944 - 25 de Abril de 1945)  |
| Generalleutnant Karl von Graffen                    | (25 de Abril de 1945 - 8 de Maio de 1945)       |

## Area de operações
- Sicília, Salerno & Cassino   (Julho de 1943 - Fevereiro de 1944)[3]
- Anzio   (Fevereiro de 1944 - Julho de 1944)
- Florença & Bologna   (Junho de 1944 - Dezembro de 1944)
- Nordeste da Itália   (Dezembro de 1944 - Maio de 1945)

## Ordem de Batalha
- Arko 476[3]
- Korps-Nachrichten Abteilung 476
- Korps-Nachschub Truppen 476